# Giacomo Orsini
Giaocomo Orsini est un cardinal italien né vers 1340 à Rome, capitale des États pontificaux, et décédé le 13 août 1379 à Vicovaro.
Il est de la famille Orsini des papes Célestin III (1191-1198), Nicolas III (1277-1280) et Benoît XIII (1724-1730) et des cardinaux Matteo Orsini (1262), Latino Malabranca Orsini, O.P. (1278), Giordano Orsini (1278), Napoleone Orsini (1288), Francesco Napoleone Orsini (1295), Giovanni Gaetano Orsini (1316), Matteo Orsini, O.P., (1327), Rinaldo Orsini (1350), Poncello Orsini (1378), Tommaso Orsini (1382/85), Giordano Orsini, iuniore (1405), Latino Orsini (1448), Cosma Orsini, O.S.B. (1480), Giovanni Battista Orsini (1483), Franciotto Orsini (1517), Flavio Orsini (1565), Alessandro Orsini (1615), Virginio Orsini, O.S.Io.Hieros. (1641) et Domenico Orsini d'Aragona (1743).

## Biographie
Giacomo Orsini est protonotaire apostolique.
Orsini est créé cardinal par le pape Grégoire XI lors du consistoire du 30 mai 1371. Le cardinal Orsini est nommé légat apostolique à Sienne en 1376.
Il participe aux deux conclaves de 1378, lors desquels sont élus Urbain VI, qu'il couronne, et l'antipape Clément VII (sans voter). Plus tard il rejoint l'obédience d'Avignon.